# Saint-Gal-sur-Sioule
Saint-Gal-sur-Sioule ist eine französische Gemeinde mit 148 Einwohnern (Stand 1. Januar 2022) im Département Puy-de-Dôme in der Region Auvergne-Rhône-Alpes (vor 2016 Auvergne). Sie gehört zum Arrondissement Riom und zum Kanton Saint-Georges-de-Mons (bis 2015 Menat).

## Geographie
Saint-Gal-sur-Sioule liegt etwa 29 Kilometer nordnordwestlich von Riom und etwa 45 Kilometer nordnordwestlich von Clermont-Ferrand. Umgeben wird Saint-Gal-sur-Sioule von den Nachbargemeinden Chouvigny im Norden und Osten, Saint-Quintin-sur-Sioule im Südosten, Marcillat im Süden und Südosten, Pouzol im Süden und Westen sowie Servant im Nordwesten.
Im Gemeindegebiet liegt ein Flugplatz.

## Bevölkerungsentwicklung
| Jahr                       | 1962 | 1968 | 1975 | 1982 | 1990 | 1999 | 2006 | 2013 |
| Einwohner                  | 231  | 192  | 138  | 133  | 131  | 123  | 134  | 131  |
| Quellen: Cassini und INSEE |      |      |      |      |      |      |      |      |

## Sehenswürdigkeiten
- Kirche Saint-Gal